# Ancistargis papillosus
Ancistargis papillosus är en ringmaskart som beskrevs av Jones 1961. Ancistargis papillosus ingår i släktet Ancistargis och familjen Pilargidae. Inga underarter finns listade i Catalogue of Life.